# Domaine du Portail
Le domaine du Portail est un édifice du 15e siècle situé à Nieul-sur-Mer en Charente-Maritimes. 

## Histoire
L'entrée fortifiée et le mur de clôture du domaine sont classés au titre des monuments historiques par arrêté du 5 août 1920.